# 片山和俊
片山 和俊（かたやま かずとし、 1941年 - ）は、日本の建築家、建築研究者・教育者。東京芸術大学名誉教授。
研究者・教育者として集住環境の実測調査および設計に携わる。1989年から2009年まで、東京芸術大学美術学部、大学院美術研究科教授。

## 経歴
東京生まれ。1966年（昭和41年）、東京芸術大学美術学部卒業。1968年（昭和43年）に同大学院修士課程修了。環境設計茂木研究室での建築実務を経て、1989年、東京芸術大学美術学部建築科助教授。2000年（平成12年）に東京芸術大学美術学部建築科教授。2008年（平成20年）に退任。教育・研究の傍らで主に住宅設計を中心に建築設計を多く手がけ、その他各地の町並みや景観計画にも係わる。
公共建築の作品では1989年から1990年（平成2年）、木曾馬篭拠点施設群、1991年（平成3年）から1994年（平成6年）、彩の国ふれあいの森森林科学館・宿泊棟／丘の山荘、乗馬クラブ・イグレットを手がけ、「彩の国ふれあいの森森林科学館・宿泊棟」で1995年（平成7年）、日本建築家協会JIA新人賞、1996年（平成8年）、日本建築学会作品選奨。1994年（平成6年）、世田谷区上野毛出張所・地区会館、2001年（平成13年）から2005年（平成17年）、くまもとアートポリス南小国町営住宅杉田団地建替計画を、2005年（平成17年）には、旧児玉邸画室仏蘭西屋移築再生に携わる。
羽場団地や八幡公園／コーポラティブハウス・コーハウス喜多見、1985年（昭和60年）、山形県金山町地域住宅HOPE計画策定調査、2004年（平成16年）、木造屋根付橋”きごころ橋”など、山形県金山町とも関係が深く、山形県金山町「町並みづくり100年運動」の推進に係る一連の業績で、林寛治らと2002年（平成14年）には日本建築学会賞を受賞している。
研究分野では、1978年（昭和53年）に旧文部省在外研究・短期としてヨーロッパ住宅団地の比較研究を実施し、住環境の基礎的な研究として1984年（昭和59年）から1998年（平成10年）にかけて中国各地で中国民居の実測調査を長年実施、1999年（平成11年）にはトヨタ財団助成研究で江西客家土楼の、2005年（平成17年）には住宅総合研究財団助成研究として広東客家工楼をそれぞれ調査を実施。「中国民話の空間を探る」で1991年（平成3年）、日刊工業新聞技術科学図書文化賞を受賞している。

## 著書
- 現代集合住宅の展望・日本戦前編（新建築臨時増刊77.6、1977）
- 都市風景が教えるもの-空間作法のフィールドノート（彰国社、1989）
- 中国民居の空間を探る-群居類住　光・水・土　中国東南部の住空間（建築資料研究社、1991）
- 百年の町並づくり運動－山形県金山町のHOPE計画を中心として（共著、造景29、2000年10月号)
- くうねるところにすむところ家の顔（インデックス・コミュニケーションズ、2005）